# Концепция Виктора Суворова
Концепция Виктора Суворова — система фактов, выводов и теорий, которую предложил в серии своих книг и статей получивший широкую известность в области исторического ревизионизма писатель Виктор Суворов (псевдоним бывшего сотрудника легальной резидентуры ГРУ СССР в Женеве Владимира Резуна). Предложенные концепция и методы её обоснования вызвали многочисленные дискуссии и критику.
Виктор Суворов в своих историко-публицистических произведениях подверг коренному пересмотру и критике общепринятые в СССР взгляды на причины, приведшие к Великой Отечественной и Второй мировой войнам. По мнению Суворова, основной причиной Второй мировой войны стала диктаторская политика Сталина, целью которой, согласно Суворову, был захват европейских государств, в соответствии с хорошо известными и широко декларируемыми планами большевиков по экспорту мировой революции во все страны мира.
Первые публикации этой концепции появились во время холодной войны в 1985 году в журнале RUSI Journal Королевского объединённого института оборонных исследований. Первая и наиболее известная книга по данной теме — «Ледокол», некоторыми авторами причисляемая к жанру фолк-хистори. Одна из последних книг («Главный виновник: генеральный план Сталина по развязыванию Второй мировой войны»; англ. The Chief Culprit: Stalin’s Grand Design to Start World War II) — была издана в 2008 году Военно-морским институтом США (англ. USNI).

## Тезисы концепции
В своих историко-публицистических произведениях Виктор Суворов подверг коренному пересмотру и критике общепринятые в СССР взгляды на причины, приведшие к Великой Отечественной и Второй мировой войнам. По мнению Суворова, основной причиной Второй мировой войны стала диктаторская политика Сталина, целью которой, согласно Виктору Суворову, был захват европейских государств, в соответствии с хорошо известными и широко декларируемыми планами большевиков по экспорту мировой революции во все страны мира.
Суворов подверг критике устоявшуюся в советской и зарубежной исторической науке трактовку начального этапа Великой Отечественной войны (в том числе, используя «Ноту МИД Германии» от 21 июня 1941 года и «Обращение Адольфа Гитлера к немецкому народу в связи с началом войны против Советского Союза» 22 июня 1941 года). По его мнению, летом 1941 года Красная армия готовилась к удару по Германии (с последующим захватом всей остальной Европы), который должен был быть нанесён в июле, а немецкие войска своим нападением сорвали эти приготовления. Сокрушительные поражения, которые потерпела на первом этапе Красная армия, Суворов объясняет тем, что она была застигнута в последний момент перед нападением, а именно тем, что она готовилась к наступательной войне и не была готова к войне оборонительной. Суворов пишет, что в конце 1940 — начале 1941 года, у западных границ СССР была тщательно сформирована огромная группировка советских войск. Вся группировка была на завершающей стадии подготовки к нападению: для войск к границе были вывезены горючее, боеприпасы, запчасти и пр., войска укомплектованы личным составом, техникой, и обеспечены продовольствием и обмундированием, командирам взводов и рот был выдан русско-немецкий разговорник, пригодный для общения с местным населением на незнакомой территории и военнопленными, причём по военной, а точнее — наступательной, тематике. При этом на предполагаемом плацдарме совершенно не готовились фортификационные сооружения, характерные для оборонительной войны, не развёртывался укреплённый район — что трактуется Суворовым как ещё одно доказательство того, что советским командованием готовилась наступательная война на западе. События 22 июня 1941 года Суворов назвал не более чем упреждающим (превентивным) ударом, чтобы сдержать предполагаемую Германией агрессию со стороны СССР. Сам факт нападения Германии на СССР Суворов называет «самоубийством», так как по его словам, Германия не была готова к войне с СССР, отставала в области вооружений, а промышленность Германии работала в режиме мирного времени.
На основании открытых источников (труды советских историков, книги советских военачальников, конструкторов, мемуары партийных руководителей, газеты и художественные, документальные фильмы), Суворов пытается опровергнуть традиционную точку зрения исторической литературы о слабости Красной армии, её отсталости и неготовности к войне. Суворов описывает Красную армию как превосходящую германскую, как по количеству, так и по уровню оснащения, и готовившуюся только к наступательной, а не оборонительной войне.
Суворов пишет о том, что главной целью Сталина была мировая социалистическая революция, шагом к которой предполагался захват Европы. Для ослабления Европы развязывалась общеевропейская война, инициатором которой выступала реваншистски настроенная гитлеровская Германия. Радикал Гитлер, таким образом, выступал своего рода «ледоколом» этой революции. Вслед за гитлеровской оккупацией Европы, Сталин предполагал начать внешне представляемую как праведную — «великую освободительную войну», завершающуюся советским освобождением (фактически, оккупацией) Европы с установлением там подконтрольных ему марионеточных правительств (как это вышло с Прибалтикой, Польшей, Бессарабией и др).

### О действиях Сталина
По мнению Виктора Суворова, Сталин совершил для этой цели ряд действий:
- Помог Гитлеру прийти к власти, запретив немецкой коммунистической партии вступать в парламентский блок с социал-демократами. По мнению Суворова, в противном случае НСДАП потерпела бы не только поражение на выборах, но и крах из-за тяжёлого финансового положения.
- Заключил с Германией пакт о ненападении и торговые соглашения на поставку стратегических ресурсов, без которых Германия не могла бы вести войну.
- Посылал военных специалистов в Испанию, для разжигания мировой войны.
- В результате захвата Польши и стран Балтии образована отсутствовавшая ранее советско-германская граница.
- В конце 1930-х и 1940—1941 годах по его указанию созданы образцы оружия, отлично подходящие для нападения, но не для обороны:
  - Быстроходные, в том числе, колёсные, танки, более пригодные для качественной дорожной сети, чем для бездорожья.
  - Самолёты «чистого неба», предназначенные для атаки наземных целей в отсутствие истребителей противника, с экипажами, подготовленными массово по упрощённым программам.
  - Плавающие легкобронированные танки, более пригодные для поддержки форсирования рек и десанта.
  - Бетонобойный боеприпас к орудию танка КВ-2, пригодный только для штурмовых операций.
- Было свёрнуто производство высотного, скоростного тяжёлого бомбардировщика ТБ-7, обладавшего блестящими тактико-техническими характеристиками, но не подходящего для наступательной войны.
- Был разработан пистолет-пулемёт ППШ.
- В 1939 году был принят закон о всеобщей воинской обязанности.
- В 1930-х было создано большое количество клубов парашютистов. Общая численность десантных войск на момент начала войны значительно превышало их численность во всех армиях мира вместе взятых[8].
- Были изданы военные разговорники, предназначенные для войны за границей, было усилено изучение немецкого языка офицерами.
- Были заготовлены качественные подробные карты сопредельных европейских территорий, граничивших с СССР, и в большом количестве, но карт своей территории, которые нужны при обороне, катастрофически не хватало.
- Из действий войск и верховного командования после нападения Германии Суворов делает вывод об отсутствии советского плана обороны. Однако, напряжённая работа Генштаба в течение первой половины 1941 года под руководством Г. К. Жукова должна была вылиться в выработку какого-то плана. Но если это был не оборонительный план, то значит, наступательный. Этот вывод основан на косвенных свидетельствах, так как план опубликован не был.
- За короткий период с конца 1940 до начала 1941 на западных границах была сформирована огромная группировка войск. Техника была подобрана и законсервирована исключительно для нападения. По мнению Суворова, в официальной истории именно эта техника фигурирует как уничтоженная Германией в первые дни войны, и поэтому эта цифра такая большая.
- Количество танков в СССР на начало войны составляло 23 тыс., из них сосредоточенных в приграничных районах — 12 тыс.
- Повышенная активность карательных органов в РККА незадолго до военных действий (1937) для обеспечения беспрекословного подчинения командного состава армии перед решительными действиями.
- Существенно увеличено количество военно-учебных заведений РККА и РККФ.
- В 1941 году лица, обучавшиеся в военно-учебных заведениях, окончили их по ускоренной программе и, не получая отпуска, направлены в войска. В то же время из запаса призвано в войска несколько поколений резервистов.
- В декабре 1940 года проведено засекреченное совещание высшего командного состава РККА.
- Суворов приводит свидетельства («День-М», глава 1) о том, что в 1941 г. к западной госгранице подвезли большое количество новых кожаных сапог, чтобы переобувать солдат. По аналогии с вводом советских войск в Чехословакию в 1968 г., когда по его личным воспоминаниям делалось то же самое, Суворов заключает, что это ещё один довод в пользу гипотезы о советском нападении в 1941 г., с тем, чтобы советский воин-освободитель в Европе своим внешним видом создавал иллюзию благосостояния в СССР, так как кирзовые сапоги или тем более обмотки, в Европе наверное смотрелись бы странно. Суворов не приводит ни одного источника для подтверждения этого завоза сапог 1941 г., кроме устных воспоминаний местных жителей в приграничных районах, слышанных им лично.
- Все запасы, перемещаемые к западной границе, складывались на грунт, а личный состав размещался в полевых условиях, что означало, что они не планируют задерживаться там до зимы.
- Пограничники сдали границу армейским частям, отступив в тыл. В том числе они перед уходом бросили неисправное оружие, что практикуется только в условиях войны.
- Из приграничной полосы было вывезено население в тыл.
- Писатели и поэты получили воинские звания и были зачислены в воинские подразделения для упорядочения пропагандистской работы.
- Была проведена государственная кампания «Сто тысяч подруг — на трактор!» для высвобождения мужских кадров для танковых частей.
- Войскам НКВД была придана тяжёлая гаубичная артиллерия, которую Суворов считает главным образом наступательным оружием, и эти войска выдвинуты к западной границе. Но для войск с таким вооружением не было задач внутри Советского Союза, значит задачи были не внутренние, а внешние.
- Были вынесены к границе крупные окружные госпитали, склады боеприпасов и ГСМ, причём около 500 000 тонн боеприпасов осталось в вагонах у границы.
- Были подготовлены и размещены у границы крупные контингенты железнодорожных войск, предназначенных для ремонта и перешивки железных дорог с европейской колеи на русскую колею по ходу продвижения наступающих войск.
- Размещённые в пограничных выступах ударные армии не могли там эффективно обороняться под угрозой окружения (для Западного фронта в Белостокском выступе эта угроза реализовалась), их единственным применением могли быть наступательные действия.

### О маршале Г. К. Жукове
В своих книгах «Тень Победы» и «Беру свои слова обратно» Суворов утверждает, что Г. К. Жуков — «бездарный» полководец, а войну СССР выиграл благодаря эффективному руководству со стороны Сталина, Василевского и ряда других военачальников. Кроме того, согласно Суворову, в мемуарах Жукова «Воспоминания и размышления» содержатся многочисленные неточности, и они не могут считаться добросовестным трудом, а последние издания книги говорят о том, что новые главы и корректуры, якобы найденные в архивах Г. К. Жукова, были написаны уже после смерти Г. К. Жукова.

## Оценка концепции
Большинство академических историков (в первую очередь западные и российские исследователи) отвергают методы Суворова и его концепцию
 (характеристика отношения некоторых историков к работам Суворова доходит до эпитета «с презрением»). Критики Суворова обвиняют его в фальсификациях и лженаучности. Тем не менее, в поддержку некоторых положений Суворова выступили ревизионисты из Германии (Эрнст Топич, Вернер Мазер, Йоахим Хоффманн), США (Ричард Ч. Раак, Альберт Уикс), России и других стран. Юрий Фельштинский полагает, что Суворов открыл до того неизвестный пласт истории. Герд Юбершер полагает, что работы немецких историков и Суворова, где отрицается, что Германия напала неожиданно, не имеют большого значения. Ян Кершоу и Моше Левин полагают что академическая поддержка Суворова исходит от маргинальных немецких историков. Дэвид Гланц характеризует поддерживающих Суворова как небольшую группу немецких и российских историков. Историк Ирина Павлова отмечала, что «я и сейчас признаю неоспоримые заслуги Суворова в историографии этой темы. Правда, я считаю, что для него было бы лучше остаться автором только одной книги „Ледокол“, а не развивать и тиражировать свою концепцию в разных книгах и изданиях. Безусловно, в его книге имеется немало ошибок. Но в целом его концепция представляется мне правильной. Его же так никто и не опроверг», а критики относят Суворова наряду с Йоахимом Хоффманом к представителям «ревизионистской школы» и агрессивно критикуют из-за того, что «больше всего боятся обвинения в симпатиях к фашизму, в неонацистских устремлениях».

### Поддержка
В поддержку концепций Суворова высказались историки Ю. Г. Фельштинский и И. В. Павлова.
Сторонниками тезиса о превентивной войне Германии против СССР являются историки Юрген Фёрстер, Эрнст Топич, Вернер Мазер, Йоахим Хоффманн, Ричард Ч. Раак, а также политолог Альберт Уикс.
Концепцию Суворова поддерживают некоторые писатели и журналисты такие как В. К. Буковский, Михаил Веллер, Юлия Латынина, специализирующийся на историческом ревизионизме публицист Евгений Понасенков, а также российский писатель Александр Никонов, посвятивший ей книгу «Бей первым!».

### Критика
В связи с тем, что Суворов с точностью до наоборот трактует начальный период ВОВ (например, критики считают, что в работах Суворова СССР объявляется агрессором, а Германия — обороняющейся стороной), на страницах газеты «Красная звезда», главного печатного органа Министерства обороны РФ, регулярно публикуются статьи известных военных историков, критикующие и обличающие во лжи книги В. Суворова. Одним из активных критиков Суворова являлся военный историк генерал армии Махмут Гареев.
Работы историков Г. Городецкого, Л. А. Безыменского, Г. Юбершера, а также сборники российских авторов (А. И. Исаев и др.) посвящены критике основного постулата Суворова. Вся книга А. В. Исаева «Неправда Виктора Суворова» посвящена критичному разбору аргументов В. Суворова. М. И. Мельтюхов считает, что работы Суворова «написаны в жанре исторической публицистики и представляют собой некий „слоёный пирог“, когда правда мешается с полуправдой и ложью», однако отмечает, что «они довольно чётко очертили круг наименее разработанных в историографии проблем». Как отмечает Мельтюхов, концепцию Суворова в полном виде «не поддерживает, пожалуй, никто из серьезных исследователей». Г. Городецкий отмечает, что товарный знак работ Суворова — вольное обращение с источниками, а его концепции являются примерами теории заговора и нагромождениями лжи.
Д. Гланц отмечает, что «Резун использовал один документ — документ, подписанный Жуковым 15 мая 1941 года, когда он занимал должность начальника Генерального штаба». И даёт оценку текста документа, лишь как некоторого предложения: «В документе, который я видел в оригинале, предлагалось, чтобы Красная Армия начала упреждающее наступление против немцев, которые явно мобилизовались в восточной Польше. Тезис Суворова, очевидно, весьма утешителен для немецких историков сегодня, главным образом потому что он в некоторой степени устраняет вину Германии за то, что она начала войну. Его приветствовали две группы: небольшая группа немецких историков и небольшая группа русских историков, которые готовы обвинить Сталина во всем плохом, что когда-либо происходило в мире».  Д. Гланц характеризует «тезис Суворова» как «действительно миф», который: «построен на фрагментарных свидетельствах, вырезанных из цельной ткани. Когда он проверяется на основании архивных материалов, которые описывают ветхое состояние Красной Армии в 1941 году, он просто не выдерживает критики».
Историк А. В. Короленков, к. и. н. (философский факультет МГУ им. М. В. Ломоносова) уверен, что труды Суворова нельзя считать научными в строгом смысле слова:

…Мало ли кто чего пишет. Конечно, у Резуна есть масса конкретных наблюдений, которые, кстати говоря, и принимают иногда его оппоненты. Все-таки, он человек не совсем глупый. Но когда речь идет о какой-то конкретике, в большей части он передёргивает или ошибается, или не знает, а, может быть, вполне сознательно лжёт.
Как отмечает д. и. н. В. А. Невежин,

Российские историки отмечали, что В. Суворов (В. Б. Резун) слабо использует документальную базу, тенденциозно цитирует мемуарную литературу, которая сама по себе требует тщательного источниковедческого анализа, искажает факты, произвольно трактует события. Западные учёные также предъявили большие претензии к автору «Ледокола». Так, германский историк Б. Бонвеч отнёс эту книгу к вполне определённому жанру литературы, где просматривается стремление снять с Германии вину за нападение на СССР.

Д. и. н. М. И. Мельтюхов в статье «Главная ложь Виктора Суворова» приводит пример искажения текста и смысла цитат и приходит к выводу:

Таким образом, мы видим, что базовые тезисы В. Суворова являются откровенной ложью, позаимствованной из арсенала либерально-западнической пропаганды, основной задачей которой является очернение истории Советского государства…

…В результате сторонник тезиса о «превентивной войне» Германии против СССР <Суворов> попадает в глупое положение, пытаясь доказать, что Гитлер решил сорвать советское нападение, о подготовке которого он на деле ничего не знал. Собственно, на этом спор относительно лживой версии о «превентивной войне» Германии против Советского Союза можно считать законченным.

  А в книге «Упущенный шанс Сталина. Советский Союз и борьба за Европу: 1939—1941 (Документы, факты, суждения)» Мельтюхов указывает: 

Поскольку стратегическое сосредоточение и развертывание войск является заключительной стадией подготовки к войне, особый интерес представляет вопрос об определении возможного срока советского нападения на Германию. В отечественной историографии эта тема начала обсуждаться с публикацией скандально известной работы В. Суворова "Ледокол", который называет "точную" дату запланированного советского нападения на Германию – 6 июля 1941 г., фактически ничем не обоснованную. Мотивировка автора сводится главным образом к тому, что 6 июля 1941 г. было воскресеньем, а Сталин и Жуков якобы любили нападать в воскресенье. Но вряд ли можно это принять всерьёз. Не подкрепляет предположения автора и приводимая цитата из книги "Начальный период войны", смысл которой им искажен. В этой книге сказано, что "немецко-фашистскому командованию (а не "германским войскам", как у Суворова. – М.М.) буквально в последние две недели перед войной (т. е. с 8 по 22 июня, а не "на две недели", как в "Ледоколе". – М.М.) удалось упредить наши войска в завершении развертывания и тем самым создать благоприятные условия для захвата стратегической инициативы в начале войны". Причём эта цитата Суворовым приводится дважды: один раз правильно, а второй – искажённо.
Сам В. Суворов в книге «Разгром», отвечая на эту[какую?] критику, пишет, что его оппоненты, сообщая о числе немецких танков, также не указывают число неисправных, при этом утверждает, что все немецкие танки, в сравнении с большинством советских танков, были морально устаревшими. Говоря о «линии Сталина», В. Суворов указывает, что она имела высокий потенциал для обороны, но УРы в 1940-начале 1941 гг. были засыпаны землёй или же в них отсутствовали войска, оружие, боеприпасы, продовольствие и т. д.

#### Критика отдельных положений
Критики Суворова указывают на следующие, с их точки зрения, ошибки и некорректные приёмы в его работах, отмечая упор на количество и качество военной техники и игнорирование стратегии:
- Суворов утверждает, что Гитлер пришёл к власти, так как Сталин якобы запретил немецким коммунистам вступать в парламентский блок с социалистами, и в результате выборы 1932 года в рейхстаг выиграли нацисты. Однако на ноябрьских выборах 1932 года НСДАП завоевала только относительное большинство, ухудшив свой результат по сравнению с предыдущими, июльскими выборами (33,09 % против 37,2 %); общее количество голосов за коммунистов и социалистов было немногим больше (37,3 %). Гитлер был назначен рейхсканцлером 30 января 1933 г. волевым решением президента Гинденбурга в условиях общего кризиса Веймарской системы и без прямой связи с итогами выборов.
- В книге «Беру свои слова обратно» Суворов утверждал, что к 10 сентября 1941 года[44] в составе германских войск под Ленинградом не осталось ни одного танка[45], в то время как дневник начальника Генерального штаба сухопутных войск Германии Гальдера подтверждает наличие танков под Ленинградом даже 24 сентября[46].

Также это утверждение противоречит и архивным документам, Н. Кислицын пишет: 

Чтобы не допустить дальнейшего продвижения фашистских соединений на Тихвин, советское Главнокомандование в срочном порядке усиливает группировку войск, обороняющихся на этом направлении… Противник, несмотря на имевшиеся у него большое численное превосходство войск, усилил свою группировку ещё двумя дивизиями — танковой и моторизированной (к 27 октябрю 1941 г.).
8-я танковая дивизия, летом находившаяся в составе 4 танковой группе, была выведена из её состава, когда группа была переброшена на московское направление, и оставлена на ленинградском; осенью 1941 года она вела наступление на Тихвин, потом участвовала в боях под Холмом вплоть до декабря 1942 г., когда также была переброшена на центральное направление.
- Задержка с производством ТБ-7 была вызвана техническими проблемами. Пятый двигатель-компрессор, подаваемый Суворовым как способ сделать ТБ-7 неуязвимым, в реальности уступал обычным турбокомпрессорам по эффективности, приводил к перерасходу топлива и утяжелял конструкцию[50].

#### «Антисуворов»
В 2004 году вышли книги из серии «Антисуворов» российского исследователя военной истории, с 2012 года кандидата исторических наук, А. В. Исаева, в которых была дана обстоятельная критика как отдельных технических деталей, так и концепций в целом.
Исаев утверждает следующее:
- Суворов массово искажает статистические данные и цитаты из советских источников, на которые он ссылается.
- Порочность концепции Суворова о непробиваемости пассивной неподвижной обороны (которую якобы должен был предпочесть Сталин) на примере прорыва линий Мажино и Маннергейма, захвата форта Эбен-Эмаль.
- Представление советских технических средств как некоего сверхоружия и искажение технических деталей. Многие страны, и не помышляющие о наступательной войне, использовали одномоторные бомбардировщики («крылатые шакалы»), «автострадные» танки и колёсно-гусеничные танки (последние использовались в связи с износом гусениц). Бомбардировщик ТБ-7, с помощью которого Сталин должен был вести стратегические бомбардировки, сочетая их с чисто оборонительными действиями, согласно Исаеву, был неудачной машиной. Бомбардировки не выбили бы Германию из войны, а сама доктрина Дуэ применима только для итальянского театра военных действий[52].
- Концепция наступательного и оборонительного вооружения совершенно искусственна. Танки, гаубицы, пехоту, мины можно использовать как при обороне, так и при наступлении (например, мины для защиты захваченных рубежей от контратак противника, танки для ликвидации прорывов линии обороны[53].

По мнению Исаева, успех вермахта и провалы РККА в начальной фазе войны объясняются более удачной компоновкой и мобильностью германских военных соединений, массовым использованием грузовиков, участием вермахта в военных кампаниях (в отличие от РККА), упреждением в стратегическом развёртывании. В заключительной части Исаев, используя концепции и методы Суворова в шутку доказывает, что Финляндия планировала агрессивную войну против СССР и потерпела неудачу из-за превентивного удара советских войск.

### Реакция на критику
В предисловии в сборнику «Правда Виктора Суворова. Переписывая историю Второй Мировой» (составитель Д. С. Хмельницкий)   Суворов заявил следующее в ответ на критику своей концепции:

Правильность любой теории измеряется её объясняющей силой. Моя теория разъясняет многое из того, что раньше объяснению не поддавалось. Прочитайте «Ледокол», и вы найдете ответы даже на те вопросы, которые в моих книгах не затронуты. Моим оппонентам не надо меня ни разоблачать, ни уличать. Им надо найти другое — простое, понятное, логичное объяснение тому, что случилось в 1941 году. Пока они другой теории не придумают, «Ледокол» будет продолжать своё победное плавание.
В книге «Разгром» Суворов заявил, что готов в прямом телеэфире отстаивать свою точку зрения перед любыми серьёзными учёными.

### Оценка творчества
Д. и. н. М. И. Мельтюхов отмечал недостатки и достоинства книги «Ледокол» Суворова

 …обвинения В. Суворова в адрес только СССР явно тенденциозны и фактически ничего не объясняют. Подготовка Советского Союза и Германии к борьбе за господство в Европе вполне понятна и естественна. Однако автор «Ледокола» осуждает эти действия СССР, но склонен оправдывать действия Германии. Вряд ли можно считать подобный двойной стандарт объективным подходом. По нашему мнению, цель исторического исследования состоит не в выставлении тех или иных оценок событиям прошлого, а в максимально объективном показе хода событий и объяснении приведших к ним причин. …книга В. Суворова, не свободная от слабых и спорных положений, ставит серьезную и многогранную проблему о целях и намерениях советского руководства в 1939—1941 гг.

Д. и. н. С. И. Кульчицкий отмечает:

Благодаря яркому таланту публициста, неразборчивости в аргументах и способности незаметно фальсифицировать факты, Суворов стал популярным и поставил на поток издания своих парадоксальных книг.

 Касательно обращения Суворова к историческим фактам он указывает на то, что «их Суворов знает хорошо, хотя использует только те, которые „работают“ на его версию».
Д. и. н. В. А. Гуров отмечает: 

К тому же в условиях становления рыночных отношений нередко спросом стала пользоваться не настоящая научная литература, а книги, в занимательной, парадоксальной форме произвольно трактующие историю – массовый читатель разуверился в плодотворности научных поисков и стал предпочитать занимательность доказательности, особенно в обстановке безудержной ломки старых взглядов и представлений. К таким произведениям можно отнести книги В. Резуна (В.Суворова). Главная идея «Ледокола» состоит в обосновании тезиса о том, что сталинская внешняя политика в 30-е годы определялась стремлением к мировому господству. Советское руководство всячески способствовало развязыванию Второй мировой войны, рассчитывая превратить её в войну революционную. В 1941 г. СССР имел агрессивный план типа «Барбароссы», который реализовывался в развѐртывании стратегических эшелонов, и Красная Армия обязательно напала бы на Германию (и на всю Западную Европу), если бы Гитлер 22 июня не затормозил «наступление мирового коммунизма». Точка зрения Суворова, его методы работы с источниками вызвали справедливую критику со стороны историков разных стран и политических ориентаций как далёкие от науки. ... Так же используя новые источники, О. В. Вишлёв опровергает утверждение Резуна (В. Суворова) о том, что летом 1941 г. Сталин намеревался напасть на Германию. Автор показывает, что утверждение о том, что СССР готовился к нападению на Германию, а германское нападение 22 июня 1941 г. — это «превентивная» война, совершенно несостоятельны.
Д. и. н. Г. М. Ипполитов указав на то, что «дело дошло до того, что отдельные „либеральные историки“ откровенно солидаризируются со взглядами изменника Родины В. Резуна, набравшегося наглости публиковать свои пасквили под псевдонимом „Суворов“» отмечает, что тот «в своих военно-исторических работах усиленно и цинично фальсифицирует историю Великой Отечественной и Второй мировой войн». Кроме того, Ипполитов подчеркнув, что «в условиях тщательно спланированной и чётко организованной ревизионистской кампании по пересмотру причин и итогов Второй мировой войны ... усиленно муссируется напрочь лживый тезис о равной ответственности нацистской Германии и Советского Союза за начало Великой Отечественной войны», указывает, что «одним из наиболее агрессивных фальсификаторов здесь выступает изменник Родины Резун-Суворов». Также Ипполитов считает, что метод использования «заведомо ложных, не внушающих доверия источников или тенденциозно подобранных фактов, событий, реально существующих документов, материалов, литературы» и выборочного цитирования «источников, в том числе архивных, в основном только то, что подтверждает авторскую версию» и «должно усилить у читателя доверие к данному тексту», это всё «излюбленный приём всё того же изменника Родины Резуна-Суворова, за что он подвергался справедливой и аргументированной критике в современной историографии».
Российский исследователь, а с 2012 года к. и. н. А. В. Исаев даёт ещё более резкую критику: 

Возникает законный вопрос: почему же такой, мягко говоря, недобросовестный и слабо владеющий исследуемыми вопросами человек стал популярен? Популярность В. Суворова — это популярность незатейливых голливудских мелодрам и боевиков. Он не пытается вести за собой читателя, объяснять простым языком сложные вещи. Владимир Богданович опускается до уровня простых объяснений сложных явлений. Иногда В. Суворов подражает сказке, на страницах его книг мы встретим и «мечи-кладенцы» на новом техническом уровне, чудо-танки и чудо-самолёты. Мы встретим Кощееву смерть, в роли которой выступят нефтепромыслы Плоешти. Наконец, мы встретим кольцо всевластья, которым является тысяча бомбардировщиков с пятым двигателем. Владимир Богданович вместо реальных персонажей и событий нашей и мировой истории придумал героев странной смеси народной сказки, бестселлера с привокзального лотка и «Эпизода N» «Звёздных войн».
Также Исаев утверждает, что при желании, пользуясь методологией Суворова, книгу, подобную «Ледоколу», можно написать о любой стране и любой войне. Для доказательства этого Исаев в свою книгу «Антисуворов. Большая ложь маленького человечка» включил юмористическую повесть «Талви Укконен» (финск. «зимняя гроза»), в которой он, пародируя стиль «Ледокола», как бы «доказывает», что советско-финская война была якобы превентивной акцией Советского Союза против Финляндии, стремившейся к захвату Карелии и других территорий.
В свою очередь к. и. н., научный сотрудник Государственного мемориального музея обороны и блокады Ленинграда Л. А. Наливкин отметил: 

Вместе с тем, нельзя не отметить одну негативную историографическую тенденцию 1990-х годов — фальсификацию или откровенное очернительство истории Великой Отечественной войны. Первая причина этого заключается, на наш взгляд, в том, что  некоторые авторы более или менее известных книг подобного рода, имея еще до 1980-х годов допуск к секретным документам и материалам (в силу своего служебного статуса), естественно, получили первыми возможность их опубликовать. Всё остальное было делом их совести и научной этики. Печальной стороной начавшейся (правда, заочной) дискуссии с подобными авторами следует признать несоизмеримость тиражей «истцов» и «ответчиков». К примеру, «опусы» В. Суворова  выходят стотысячными тиражами, а в общем-то неплохая критическая книга А. Исаева «Антисуворов» (M. 2004 г.) насчитывает всего 5000  экземпляров.
К. и. н. Р. А. Бачков указывает: 

С именем В. Суворова (Резуна) ассоциируется одна из самых дискуссионных попыток обосновать не только тезис о провоцировании советским руководством начала Второй мировой войны, но и связать его с  положением о подготовке Советским Союзом нападения на Германию, результатом которой могла стать советизация Европы или ее части, а  значит утвердить вторую идейную линию ревизионистской литературы — представление о совиновности Германии и СССР в возникновении войны. Резко отрицательное отношение автора к апологетическому для СССР развитию исторических событий, свойственному традиционалистскому направлению в отечественной историографии, положило начало острому антагонистическому спору между В. Суворовым и историками-традиционистами. Несмотря на то, что последними была доказана полная  несостоятельность утверждений автора, основанных на откровенных попытках подлога аргументации, столь радикальный редукционизм обнаруживает себя в работах не только авторов, считающих себя приверженцами его «идейной базы», но и в монографиях исследователей, которые заявляют о своём неприятии его концепции (В. А. Невежин, М. И. Мельтюхов, Б. В. Соколов). Осознанно или неосознанно этими  исследователями была поддержана версия немецкой правоконсервативной  историографии о превентивном характере войны Германии против Советского Союза.

## Произведения, излагающие концепцию
- Ледокол (1968—1981), до 1985 года издатели отказывались от её публикации, вышла частично в 1985—1986, полностью — в 1989 (на немецком языке), на русском языке в России — в 1992 году
- День «М» (1968—1993)
- Последняя республика (1995)
- Очищение (1998)
- Самоубийство (2000)
- Тень победы (2002)
- Беру свои слова обратно (2005)
- Святое дело (2008), продолжение книги «Последняя республика»
- The Chief Culprit: Stalin’s Grand Design to Start World War II (2008) издана Военно-морским институтом США (англ. USNI)[5]
- Разгром (2010), окончание трилогии «Последняя республика»

### Публикации в RUSI Journal
Во время холодной войны журнал Королевский объединённый институт оборонных исследований опубликовал две статьи Суворова:
- Who was planning to attack whom in June 1941, Hitler or Stalin? / by Viktor Suvorov. Journal of the Royal United Services Institute for Defence Studies; v.30, June, 1985, pp. 50–55[66]
- Yes, Stalin was planning to attack Hitler in June 1941 / by Viktor Suvorov. Journal of the Royal United Services Institute for Defence Studies; v.31, June 1986, pp. 73–74[67]

Профессор кафедры истории Восточной Европы Констанцского университета Бианка Пиетров-Энкер отмечала по этому поводу: «Проблематичен и тот интерес, который привлекает к тезису о „превентивной войне“ Гитлера такая уважаемая газета, как „ФАЦ“, особенно с тех пор, как советский эмигрант Виктор Суворов высказал в британском военном журнале ту точку зрения, согласно которой Красная Армия хотела напасть на Германию летом 1941 г. Хотя аргументация Суворова была настолько куцей, что критики даже поставили под сомнение „его способности как историка“, Гюнтер Гилльэссен выразил в той же „ФАЦ“ мнение, будто гипотеза о советском упреждающем ударе по Германии в 1941 г. приобрела некоторую убедительность. Кроме того, он высказал надежду на то, что доказательство наличия агрессивных намерений у Красной Армии освободило бы немцев от той „вины за нарушение мира“, которую советский режим, ссылаясь на тяжёлый ущерб, нанесённый Советам в войне, с тех самых пор пытается навязать Федеративной Республике». Кроме того, Пиетрова отметила, что «В. Суворов — это псевдоним бывшего офицера Советской Армии В. Б. Резуна, который, как свидетельствует Лев Безыменский, не является историком и до своей эмиграции в Швейцарию не мог также иметь доступа к секретным советским источникам». В свою очередь военный историк Герд Юбершер отметив, что «из-за смещения акцентов и бессознательных заимствований старых национал-социалистских пропагандистских лозунгов возникает опасность, что будет стёрта граница между консервативной и правоэкстремистской позициями», указал что «Гюнтер Гиллессен 25 февраля 1987 г. в своей второй статье, подводящей итог спору, подчеркнул, что он ни в коем случае не хотел в связи со спекуляциями вокруг предположительного нападения Москвы на Третий рейх поставить под вопрос факт германской агрессии или принять старый пропагандистский лозунг национал-социалистов о „превентивной войне“».